# Ouffières
Ouffières – miejscowość i gmina we Francji, w regionie Normandia, w departamencie Calvados.
Według danych na rok 1990 gminę zamieszkiwało 161 osób, a gęstość zaludnienia wynosiła 38 osób/km² (wśród 1815 gmin Dolnej Normandii Ouffières plasuje się na 725. miejscu pod względem liczby ludności, natomiast pod względem powierzchni na miejscu 946.).